# Carlos Blanco Pérez
Carlos Alberto Blanco Pérez (Madrid, 7 marzo 1986) è un egittologo, filosofo e orientalista spagnolo.
Ha raggiunto una certa popolarità tramite le sue collaborazioni come bambino prodigio nella radio e in televisione, sia in Spagna che all'estero, particolarmente Egitto e Sudamerica.

## Biografia
Carlos Blanco dichiara di aver cominciato a parlare alla precoce età di sette mesi, completando poi il suo alfabetismo a due anni. 
Interessato fin da piccolo alla storia e all'archeologia, studiò autonomamente dall'età di otto anni sia egizio che sumeria, mentre frequentava la scuola elementare Pablo Neruda di Coslada. Nel 1997, undicenne, fu ammesso alla Associazione Spagnola di Egittologia, dove iniziò i suoi studi di egizio medio nel sistema geroglifico, venendo considerato già l'anno dopo lo studioso più giovane di Europa in tale campo. Fu nominato membro onorario del Museo Egizio della 'Fundación Arqueológica Clos' di Barcellona, dove pronunciò la sua prima conferenza.
Nel 1998, fu invitato a Egitto dal Governo Nazionale, il quale gli offrì una borsa di studio per imparare sia arabo che Scienze Bibliche presso l'Instituto Egizio di Studi Islamici. Allo stesso tempo studiava inglese, francese, tedesco, ebreo e egizio, avendo anche un interesse per il latino e il minoico.
Un anno più tardi diventò celebre in Spagna grazie alle sue apparizioni nei media, particolarmente nel programma TV Cronache marziane (programma televisivo)Cronache marziane, dove ogni settimana spiegava agli spettatori diversi aspetti delle civiltà antiche, nonché nozioni di scienza, filosofia e politica.
Nel 2000, una borsa di studio gli permise di studiare sotto la direzione del Prof Jonathan Katz alla Westminster School (Londra), studiando quindi lingue come il greco, il sanscrito, il russo, il cinese e, più tardi, la lingua accadica e il copto.
Il suo periodo universitario iniziò nel 2001 quando, a quindici anni, seguì le sue prime lezioni all'Università di Navarra, ateneo nel quale si è laureato in Filosofia (2006), Chimica (2007) e Teologia (2007). 
Carlos Blanco è membro della International Association of Egyptologists e della Sociedad Española de Leibniz. Nel 2009, grazie a una borsa della Fondazione Caja Madrid, fu nominato Visiting Fellow nel Comitato per lo Studio della Religione del Dipartimento di Lettere e Scienze dell'Università di Harvard. Nello stesso anno, collaborò nel telequiz 20p, presentato da Josep Lobató.
Attualmente è professore di filosofia presso la Università Pontificia di Comillas a Madrid, ed è membro di The Altius Society.
Nel 2015 fu eletto per la World Academy of Art and Science e dal 2016 appartiene alla European Academy of Arts and Sciences .

## Pubblicazioni

### Libri
- Mentes maravillosas que cambiaron la Humanidad (Libros Libres, 2007), ISBN 978-84-96088-69-6
- Copérnico (Lóguez Ediciones 2008), ISBN 84-96646-24-6
- Toda la cultura en 1001 preguntas (Espasa-Calpe, 2009), ISBN 978-84-670-3068-6
- Potencia tu mente. Los consejos de un superdotado para emplear mejor tus capacidades (Libros Libres, 2009), ISBN 84-92654-19-8
- Why Resurrection? An Introduction to the Belief in the Afterlife in Judaism and Christianity" (Pickwick, 2011) ISBN 978-0-7188-9252-4
- Filosofía, teología y el sentido de la historia (Fundación José Antonio de Castro, 2011) ISBN 978-84-615-4549-0
- Philosophy and salvation (Wipf and Stock, 2012) ISBN 978-1-61097-380-9
- Conciencia y mismidad (Dykinson 2013), ISBN 978-84-9031-390-9
- El pensamiento de la apocalíptica judía (Trotta 2013), ISBN 978-84-9879-431-1
- Lógica, ciencia y creatividad (Dykinson 2014), ISBN 978-84-9085-081-7
- Historia de la neurociencia. El conocimiento del cerebro y la mente desde una perspectiva interdisciplinar" (Biblioteca Nueva 2014), ISBN 978-84-16-17022-7
- Leonardo da Vinci o la tragedia de la perfección (De Buena Tinta 2015), ISBN 978-84-943856-2-9
- Grandes problemas filosóficos (Síntesis 2015), ISBN 978-84-9077-113-6
- La belleza del conocimiento (Siddharth Mehta 2015), ISBN 978-84-86830-44-1
- Athanasius (DidacBook 2016), ISBN 978-84-15-96966-2

### Articoli e Saggi
- Disco de Phaistos: Investigaciones para una traducción bajo un punto de vista gramático e histórico (1998).
- El nacimiento de la civilización egipcia (1999) Archiviato l'11 luglio 2016 in Internet Archive.
- Estudio comparativo entre el desciframiento de las escrituras jeroglíficas egipcia y maya, Charla en el Museo Egipcio de Barcelona (2001)
- El Éxodo: aspectos literarios, arqueológicos y teológicos (2003. Estudios Bíblicos vol. LXII, cuad. 3)]
- Leibniz y la teoría de la relación, Thémata n. 34, (2005)
- El concepto de creación en la teología menfita (2005)
- God, the future, and the fundamentum of history in Wolfhart Pannenberg
- Vida, interioridad y lucha. Una definición de la vida en diálogo con H. Plessner y H. Jonas
- Truth in an evolutionary perspective
- Expanding universe with a variable cosmological term
- The Integration of Knowledge
- Vacuum quanta and the nature of gravity